# Světlana Kuzněcovová (1975)
Světlana Olegovna Kuzněcovová nebo ukrajinsky Svitlana Olehivna Kuzněcovová (* 11. června 1975) je bývalá ruská zápasnice – sambistka a judistka. Rusko reprezentovala v judu a v zápasu sambo v druhé polovině devadesátých let dvacátého století. V roce 2002 vybojovala druhé místo na mistrovství Evropy v zápasu sambo v italském Cuneu jako reprezentantka Ukrajiny. S manželem, bývalým ukrajinským zápasníkem Hennadijem Bilodidem má dceru Dariju (*2000). Žije s rodinou v Kyjevě a věnuje se trenérské práci v klubu Spartak.